# Mathys Tel
Mathys Tel (Sarcelles, 27 april 2005) is een Frans voetballer. Hij verruilde medio 2025 FC Bayern München voor Tottenham Hotspur, dat hem het voorgaande half jaar al huurde.

## Clubcarrière

### Stade Rennais
Tel genoot zijn jeugdopleiding bij JS Villiers-le-Bel, Paris FC, AS Jeunesse Aubervilliers, Montrouge FC 92 en Stade Rennais. Op 15 augustus 2021 maakte hij in het shirt van laatstgenoemde club zijn profdebuut: op de tweede competitiespeeldag van de Ligue 1 mocht hij tegen Stade Brestois in de 85e minuut invallen voor Benjamin Bourigeaud. Met zijn 16 jaar, 3 maanden en 19 dagen werd hij zo de jongste speler ooit die een officiële wedstrijd speelde voor het eerste elftal van Rennes, een record dat voordien in handen was van Eduardo Camavinga. Hij werd ook de elfde jongste debutant ooit in de Ligue 1 sinds het seizoen 1950/51. Drie dagen na zijn profdebuut ondertekende hij zijn eerste profcontract.
In zijn debuutseizoen in het eerste elftal van Stade Rennais speelde hij tien officiële wedstrijden: naast zeven invalbeurten in de Ligue 1 (opgeteld goed voor nauwelijks meer dan een speelhelft) kreeg hij ook invalbeurten in de Conference League-groepswedstrijden tegen Tottenham Hotspur en NŠ Mura en in de Coupe de France tegen AS Nancy. In die bekerwedstrijd tegen Nancy viel hij in de 75e minuut in voor Serhou Guirassy en miste hij in de strafschoppenserie een penalty, waarna Nancy zich plaatste voor de achtste finale.

### Bayern München
In juli 2022 ondertekende de zeventienjarige Tel een vijfjarig contract bij Bayern München. De Duitse landskampioen telde een vaste transfersom van twintig miljoen euro neer voor Tel, maar dat bedrag kan via bonussen nog met 8,5 miljoen euro oplopen.
Na twee eerdere invalbeurten in de Bundesliga, kreeg hij op 31 augustus 2022 zijn eerste basisplaats in de bekerwedstrijd tegen Viktoria Köln (0-5-winst). Tel scoorde in de blessuretijd van de eerste helft de 0-2 en werd zo met zijn 17 jaar en 126 dagen de jongste doelpuntenmaker ooit voor Bayern München in een officiële wedstrijd. De vorige recordhouder, Jamal Musiala, was 17 jaar en 205 dagen oud toen hij op 18 september 2020 het record van Roque Santa Cruz overnam. Tien dagen later dropte trainer Julian Nagelsmann hem op de zesde competitiespeeldag in de basis tegen VfB Stuttgart. Tel opende in de 36e minuut de score en werd zo naast de jongste basisspeler ook de jongste doelpuntenmaker ooit voor Bayern München in de Bundesliga.

## Clubstatistieken
| Seizoen         | Club            | Land               | Competitie             | Competitie | Competitie | Beker | Beker | Supercup | Supercup | Europees | Europees | Totaal | Totaal |
| Seizoen         | Club            | Land               | Competitie             | Wed.       | Dlp.       | Wed.  | Dlp.  | Wed.     | Dlp.     | Wed.     | Dlp.     | Wed.   | Dlp.   |
| --------------- | --------------- | ------------------ | ---------------------- | ---------- | ---------- | ----- | ----- | -------- | -------- | -------- | -------- | ------ | ------ |
| 2021/22         | Stade Rennais B | Vlag van Frankrijk | Championnat National 3 | 6          | 6          | —     | —     | —        | —        | —        | —        | 6      | 6      |
| 2021/22         | Stade Rennais   | Vlag van Frankrijk | Ligue 1                | 7          | 0          | 1     | 0     | —        | —        | 2        | 0        | 10     | 0      |
| 2022/23         | Bayern München  | Vlag van Duitsland | Bundesliga             | 22         | 5          | 1     | 1     | 0        | 0        | 5        | 0        | 28     | 6      |
| 2023/24         | Bayern München  | Vlag van Duitsland | Bundesliga             | 10         | 3          | 2     | 1     | 1        | 0        | 4        | 2        | 17     | 6      |
| Carrière totaal | Carrière totaal | Carrière totaal    | Carrière totaal        | 45         | 14         | 4     | 2     | 1        | 0        | 11       | 2        | 61     | 18     |

Bijgewerkt op 12 november 2023.

## Interlandcarrière
Tel nam in 2022 met Frankrijk –17 deel aan het EK –17 in Israël. In de eerste groepswedstrijd tegen Polen (6-1-winst) scoorde hij eenmaal, in de tweede groepswedstrijd tegen Bulgarije (4-0-winst) scoorde hij de eerste twee doelpunten. Op 1 juni 2022 veroverde Frankrijk de Europese titel nadat het Nederland in de finale met 2-1 versloeg. Tel droeg tijdens deze finale de aanvoerdersband.